# Wing Commander
Wing Commander (bra: Wing Commander - A Batalha Final; prt: Wing Commander - Comandante de Esquadrilha) é um filme luxemburgo-estadunidense de 1999, dos gêneros ação, ficção científica e aventura, dirigido por Richard Donner, com roteiro de Kevin Droney e Chris Roberts, baseado nos jogos eletrônicos da série Wing Commander criados por Chris Roberts. 
Estrelado por Freddie Prinze Jr., Matthew Lillard, Saffron Burrows, Tchéky Karyo, Jürgen Prochnow, David Suchet e David Warner, o filme teve cenas filmadas em Luxemburgo e na cidade de Austin no Texas.[carece de fontes?]

## Elenco
- Freddie Prinze Jr. .. Christopher "Maverick" Blair
- Saffron Burrows .. Jeannette "Angel" Deveraux
- Matthew Lillard .. Comandante Todd "Maniac" Marshall
- Tchéky Karyo .. James "Paladin" Taggart
- David Suchet .. Capitão Sansky
- Jürgen Prochnow .. Comandante Paul Gerald
- David Warner .. Geoffrey Tolwyn
- Ginny Holder .. Rosie "Sister Sassy" Forbes
- Hugh Quarshie .. Obutu
- Ken Bones .. William "Bill" Wilson
- John McGlynn .. Richard Bellegarde
- Richard Dillane .. Ian "Hunter" St. John
- Mark Powley .. Adam "Bishop"  Polanski
- David Fahm .. Joseph "Knight" Khumalo
- Mark Hamill .. Voz de Merlin
- Simon MacCorkindale .. Flight Boss
- Craig Kelly .. Radar Man Falk
- Fraser James .. Helmsman
- Kiero Phipps .. Peterson
- Raffaello Degruttola .. Rodriguez
- Chris Roberts .. Lt. Roberts Rescue and Recovery Pilot